# 블레넘 (뉴질랜드)

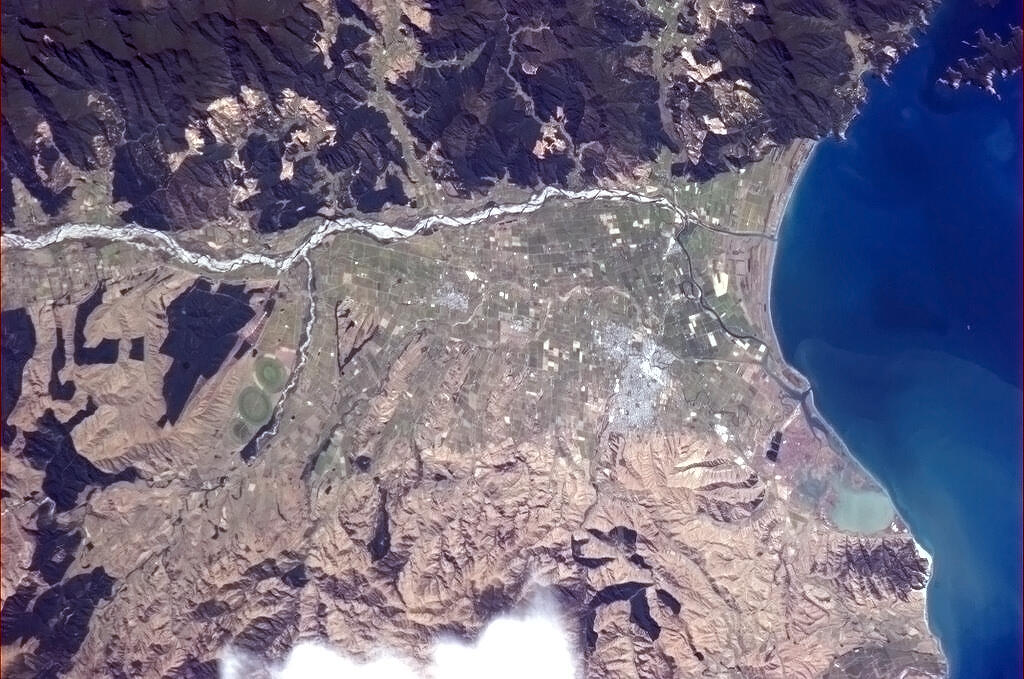

블레넘(Blenheim)은 뉴질랜드 남섬의 북동쪽에 있는 말보로 지방에서 가장 인구가 많은 지역이다. 또한 말보로 지방 의회도 이곳에 존재한다. 인구는 2010년 기준 3만 300명으로 타운을 둘러싼 지역은 뉴질랜드 와인 산업의 중심지로 잘 알려져 있다. 이곳은 뉴질랜드에서 가장 햇볕이 많이 드는 날씨를 가진 지역이며, 상대적으로 건조한 여름과 상쾌한 겨울 날씨를 가지고 있다.

## 개요
블레넘이 있는 말로보 지방은 말보로 사운드에서 카이코우라의 고래 관광과 말보로 사운드의 돌고래 수영, 보트 크루징, 낚시, 수상스키, 카약까지 레저 활동이 발달해 있다. 숲 속과 울퉁불한 거친 해안선을 따라 걷는 트램필도 인기 있는 레저 중의 하나이다. 이러한 말보로의 느긋한 라이프스타일과 풍부한 와인, 미식 산업은 이 지방 사람들이나 관광객들이 모두 즐기는 것들이다. 블레넘은 말버러 공작 1세 존 처칠이 이끄는 군대가 프랑스와 바이에른 연합군을 격파한 1704년 블레넘 전투에서 따서 이름 붙여졌다.

## 인구
| 연도  | 인구   | ±% p.a. |
| ----- | ------ | ------- |
| 2006  | 23,694 | —       |
| 2013  | 24,606 | +0.54%  |
| 2018  | 26,835 | +1.75%  |
| 출처: |        |         |

## 날씨
| 블레넘의 기후            | 블레넘의 기후 | 블레넘의 기후 | 블레넘의 기후 | 블레넘의 기후 | 블레넘의 기후 | 블레넘의 기후 | 블레넘의 기후 | 블레넘의 기후 | 블레넘의 기후 | 블레넘의 기후 | 블레넘의 기후 | 블레넘의 기후 | 블레넘의 기후 |
| 월                       | 1월           | 2월           | 3월           | 4월           | 5월           | 6월           | 7월           | 8월           | 9월           | 10월          | 11월          | 12월          | 연간          |
| ------------------------ | ------------- | ------------- | ------------- | ------------- | ------------- | ------------- | ------------- | ------------- | ------------- | ------------- | ------------- | ------------- | ------------- |
| 일평균 최고 기온 °C (°F) | 23.8 (74.8)   | 23.6 (74.5)   | 22 (72)       | 19 (66)       | 15.8 (60.4)   | 13.3 (55.9)   | 12.8 (55.0)   | 13.8 (56.8)   | 16 (61)       | 18.1 (64.6)   | 20.1 (68.2)   | 22 (72)       | 18.3 (64.9)   |
| 일평균 최저 기온 °C (°F) | 12.5 (54.5)   | 12.2 (54.0)   | 11.4 (52.5)   | 8.4 (47.1)    | 5 (41)        | 2.5 (36.5)    | 2.1 (35.8)    | 3.2 (37.8)    | 5.5 (41.9)    | 7.5 (45.5)    | 9.6 (49.3)    | 11.4 (52.5)   | 7.6 (45.7)    |
| 평균 강수량 mm (인치)    | 47 (1.9)      | 27 (1.1)      | 54 (2.1)      | 64 (2.5)      | 58 (2.3)      | 56 (2.2)      | 71 (2.8)      | 70 (2.8)      | 44 (1.7)      | 70 (2.8)      | 43 (1.7)      | 54 (2.1)      | 655 (25.8)    |
| 출처: NIWA Climate Data  |               |               |               |               |               |               |               |               |               |               |               |               |               |

## 같이 보기
- 블레넘 전투